# هوراس كينغ (لاعب كرة قدم أمريكية)
هوراس كينغ (بالإنجليزية: Horace King)‏ هو لاعب كرة قدم أمريكية أمريكي، ولد في 5 مارس 1953 في أثينا في الولايات المتحدة.

## روابط خارجية
- هوراس كينغ على موقع مرجع كرة القدم المحترفة.كوم (الإنجليزية)
- هوراس كينغ على موقع كلية كرة القدم في سبورتس رفرنس.كوم (الإنجليزية)